# Penelope Fitzgerald
Penelope Mary Fitzgerald, de soltera Penelope Mary Knox (Lincoln, 17 de desembre de 1916 – Londres, 28 d'abril de 2000), va ser una novel·lista, poeta, assagista i biògrafa anglesa, guanyadora del Premi Booker 1979. El 2008, The Times la va incloure com una de les millors escriptores des del 1945, i el 2012 The Observer va considerar la seva novel·la The Blue Flower com una de les deu millors novel·les històriques.

## Biografia
Penelope Fitzgerald, era filla de l'editor de la revista Punch, Edmund Knox, i neboda del teòleg i escriptor de novel·les negres Ronald Knox, del criptógrafo Dilly Knox i de l'estudiós de la Bíblia Wilfred Knox. A la seva família doncs, hi havia homes de l'església i bona formació intel·lectual, la qual cosa va repercutir en la seva dedicació a l'escriptura.
Va estudiar al Wycombe Abbey i en el Somerville College, d'Oxford. Posteriorment, va treballar per a la BBC durant la Segona Guerra Mundial. El 1941, es va casar amb Desmond Fitzgerald, un soldat irlandès que va conèixer durant la guerra i van tenir un fill i dues filles.
Quan va poder independitzar-se de la família, en la dècada de 1960, Fitzgerald va ensenyar en la Itàlia Conti Academy, una escola d'art dramàtic. Va continuar la seva tasca d'ensenyant fins als setanta anys. Entre d'altres, va exercir de professora de francès a l'institut privat Queen's Gate School, on va tenir Camil·la del Regne Unit d'alumna. A més, va treballar en una llibreria en Southwold, Suffolk, l'experiència de la qual novel·larà en el llibre La llibreria (The Bookshop) el 1978. Durant un temps va viure en una casa fluvial a Battersea, sobre el Tàmesi, vivència que inspiraria la seva novel·la A la deriva (Offshore).

## Carrera literària
Va iniciar la seva carrera literària als 58 anys, el 1975, amb la publicació de la biografia d'un pintor prerafaelita, Edward Burne-Jones (1833-1898). A l'any següent va morir el seu marit, i el 1977 va publicar The Knox Brothers, biografia del seu pare i dels seus oncles, en la qual ella mateixa no s'esmenta. Aquest mateix any publica la seva primera novel·la de gènere policíac The Golden Child que es desenvolupa en un museu i s'inspira en la mania per la tomba de Tutankamon que va destacar en aquells dies.
Després, escriu altres novel·les basades en la seva experiència directa: La llibreria (1978), finalista del Premi Booker, fa referènca a una llibreria a la ciutat fictícia Hardborough el 1959, la novel·la inclou com a esdeveniment fonamental la decisió de la propietària de vendre la novel·la Lolita. El 2017 ha estat adaptada al cinema per Isabel Coixet amb Emily Mortimer com a protagonista i ha guanyat un premi Goya a la millor direcció el 2018. A la deriva, sobre la seva vida fluvial, que guanyà el Premi Booker el 1979. A Human Voices (1980) narra la seva vida a la BBC en temps de la guerra, mentre que At Freddie's (1982) recorda el seu ensenyament a l'escola d'art dramàtic.
El 1999, va ser guardonada amb el premi Golden PEN pel PEN anglès per "tota una vida dedicada a la literatura".

## Novel·les històriques
Després de publicar el 1984, la biografia de la poeta Charlotte Mew (1869-1928), va començar a escriure novel·les històriques. La primera va ser Innocència (1986), que es desenvolupa en la Itàlia de 1950 i relata la relació amorosa entre la filla d'un aristòcrata empobrit i un doctor comunista d'una família del sud. Antonio Gramsci (1891-1937), el teòric marxista, apareix com un personatge secundari.
Un extens relat amorós, L'inici de la primavera (1988), se situa en el Moscou de 1913, i aborda el món d'abans de la revolució bolxevic a través dels problemes d'un petit empresari britànic que havia nascut a Rússia. Fitzgerald havia estat a Moscou el 1972, i coneixia bé la litetatura d'aquest país.
The Gate of Angels (1990) gira entorn d'un físic teòric de 1912 que treballa en la Cambridge University i s'enamora d'una infermera després de caure d'una bicicleta.
Finalment, La flor blava (1995), l'última novel·la de Fitzgerald, se centra en la figura del poeta i filòsof del segle xviii Novalis; l'autora havia après alemany i va consultar fonts primàries. Unes altres personatges històrics com Goethe o el pensador Friedrich von Schlegel, intervenen en el relat. El llibre, aclamat com a obra mestra, va guanyar el National Book Critics Circle Award, 1997 i va ser considerat Book of the Year per la premsa britànica.

## Obres

### Biografies
- Edward Burne-Jones (1975)
- The Knox Brothers (1977)
- Charlotte Mew and Her Friends: With a Selection of Her Poems (1984)

### Novel·les
- The Golden Child (1977)
- The Bookshop (1978) — La llibreria. Editorial Impedimenta. ISBN 978-84-16542-96-3.
- Offshore (1979)
- Human Voices (1980)
- At Freddie's (1982)
- Innocence (1986)
- The Beginning of Spring (1988)
- The Gate of Angels (1990)
- The Blue Flower (1995)

### Contes
- The Means of Escape (2000), pòstuma.

### Assajos
- A House of Air (2005)

### Cartes
- So I Have Thought of You. The Letters of Penelope Fitzgerald (2008)